# Sibovia compta
Sibovia compta är en insektsart som beskrevs av Fowler 1900. Sibovia compta ingår i släktet Sibovia och familjen dvärgstritar. Inga underarter finns listade i Catalogue of Life.